# Eduardo Benes de Sales Rodrigues
Eduardo Benes de Sales Rodrigues (ur. 25 czerwca 1941 w Bias Fortes) – brazylijski duchowny katolicki, arcybiskup metropolita Sorocaba w latach 2005-2016.

## Życiorys
Święcenia kapłańskie przyjął 13 grudnia 1964 i został inkardynowany do archidiecezji Juiz de Fora. Był m.in. profesorem nauk religijnych i antropologii religijnej na Uniwersytecie Federalnym w Juiz de Fora (1971-1996), rektorem archidiecezjalnego seminarium (1985-1988) oraz wikariuszem generalnym archidiecezji (1994-1998).

### Episkopat
11 marca 1998 został mianowany przez papieża Jana Pawła II biskupem pomocniczym archidiecezji Porto Alegre ze stolicą tytularną Casae Medianae. Sakry biskupiej udzielił mu 11 czerwca tegoż roku abp Clóvis Frainer.
10 stycznia 2001 został mianowany biskupem diecezji Lorena. Urząd objął 11 marca tegoż roku.
4 maja 2005 Benedykt XVI przeniósł go na stolicę arcybiskupią Sorocaba.
28 grudnia 2016 przeszedł na emeryturę.